# Macrostemum obliquum
Macrostemum obliquum är en nattsländeart som först beskrevs av Hagen 1858.  Macrostemum obliquum ingår i släktet Macrostemum och familjen ryssjenattsländor. Inga underarter finns listade i Catalogue of Life.